# Verticilliose
La verticilliose, ou flétrissement verticillien, flétrissure verticillienne, est une maladie fongique qui affecte plus de 300 espèces de plantes herbacées, annuelles ou vivaces, ou ligneuses.
Cette maladie est causée par diverses espèces de champignons ascomycètes, d'origine tellurique, du genre Verticillium (famille des Plectosphaerellaceae). Les principales espèces étudiées, par leur importance économique car elles touchent des cultures importantes des régions tempérées sont le houblon, la luzerne ou le cotonnier.

## Distribution
Le flétrissement verticillien est une maladie à répartition cosmopolite, les champignons en cause étant largement répandus dans les sols cultivés. Toutefois la distribution des deux principaux agents pathogènes est différente.
Verticillium albo-atrum est surtout présent dans les zones tempérées tandis que Verticillium dahliae est dominant dans les zones tropicales et subtropicales.

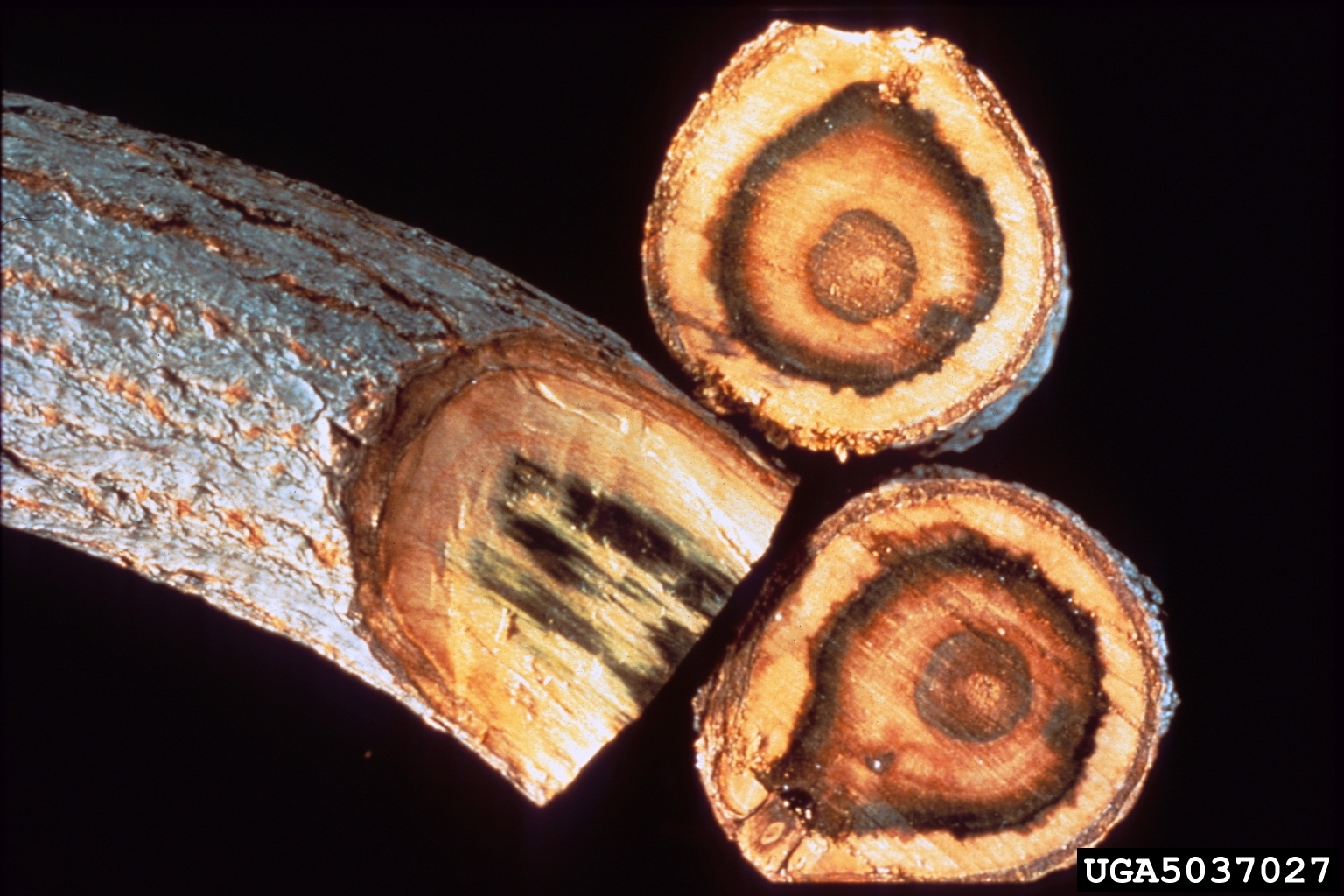
Symptômes de décoloration vasculaire sur le bois (Verticillium sp.).

## Symptômes
Les symptômes sont variables selon les plantes-hôtes. Les plus caractéristiques chez toutes les espèces sensibles sont une chlorose foliaire précoce suivie de nécrose, puis par la chute prématurée des feuilles atteintes, ainsi que la décoloration vasculaire des tiges et des racines. L'aubier des branches gravement infectées présente souvent des bandes ou des stries longitudinales verdâtres ou brunâtres, claires ou foncées, formant en coupe transversale des cernes sur les anneaux de croissance. 
Les symptômes de flétrissement sont plus marqués par temps chaud et ensoleillé. Chez les arbres on peut observer le flétrissement soudain de branches isolées,.

## Cycle de la maladie
Le cycle de vie des espèces de Verticillium comprend des phases dormantes, parasites et saprophytes
Chez les deux espèces, Verticillium albo-atrum et Verticillium dahliae, produisent des conidies unicellulaires hyalines. Verticillium dahliae produit aussi des microsclérotes qui sont des organes de conservation. Verticillium albo-atrum ne produit pas de microsclérotes, mais un mycélium à parois épaisses qui remplit cette fonction de survie.
Les champignons infectent leurs hôtes en pénétrant dans les racines saines ou blessées, puis le mycélium envahit les faisceaux vasculaires (xylème) par lequel il se répand dans toute la plante hôte. Les conidies entraînées par le flux de la sève atteignent de nouvelles parties de la plante, puis germent et se développent, provoquant par le blocage de la sève les symptômes de flétrissement.
Après la mort de la plante hôte ou à la fin de la saison de croissance dans le cas des plantes pérennes, le champignon survit sous forme de mycélium qui hiberne dans des débris végétaux tombés au sol. Il peut aussi survivre dans  le sol en saprophyte ou en colonisant les racines de plantes immunes chez lesquelles ne se produit pas une infection systémique.
Les microsclérotes peuvent subsister dans le sol jusqu'à 14 ans,.

## Protection des espèces cultivées
Pour lutter contre la verticilliose qui provoque des dégâts sur les espèces cultivées différentes méthodes préventives peuvent être mises en œuvre. La rotation des cultures avec une période minimale de 3 ans entre les cultures de la même espèce, l'épuration des plantes atteintes, les traitements fongicides et l'utilisation de plants certifiés sains. 
Selon les espèces cultivées qui sont les plus touchées, de nombreux travaux sont réalisés pour trouver et mettre au point des méthodes et des variétés résistantes ou tolérantes à la verticilliose : 
- sur la tomate [7]
- sur la luzerne[8]
- sur pomme de terre[9]
- sur l'olivier[10].